# 노마 카말리

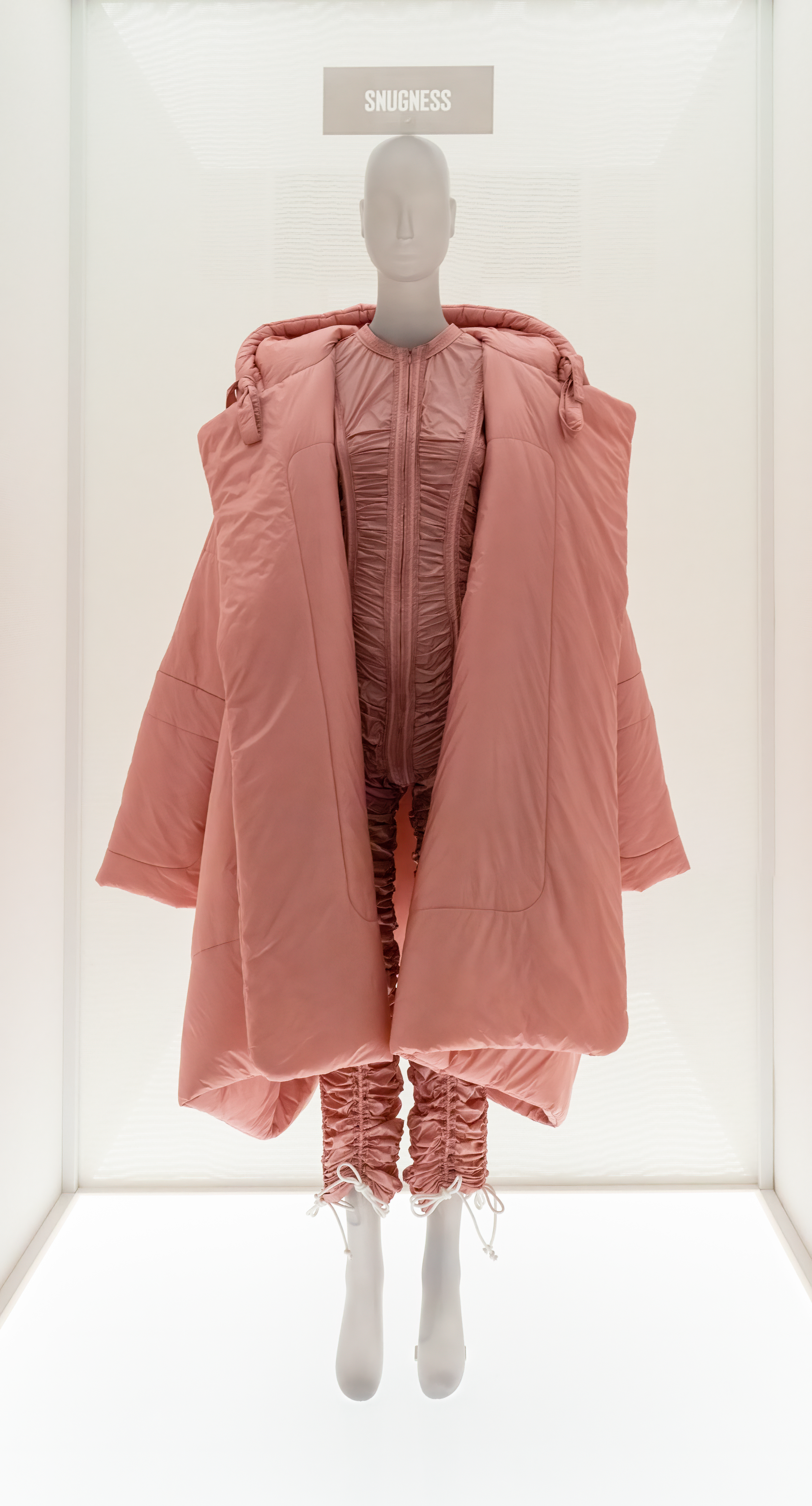
2021년 디자인된 코트 카말리 - 메트로폴리탄 미술관

노마 카말리(Norma Kamali, 1945년 6월 27일 ~ )는 미국의 패션 디자이너이다. 슬리핑 백 코트, 비단 낙하산으로 만든 의복, 다용도의 작품들로 유명하다.
1945년 6월 26일 뉴욕 맨해튼의 어퍼이스트사이드에서 태어났다. 뉴욕 주립 패션 공과대학교를 다녔고 일러스트레이션 학위를 땄다. 졸업 후 1년을 프리랜서 패션 일러스트레이터로 일했다. 1966년부터 1967년 사이 노스웨스트 오리엔트 항공에서 일했다.